# Histoire de l'Israël antique
 (janvier 2021).
 (février 2020).

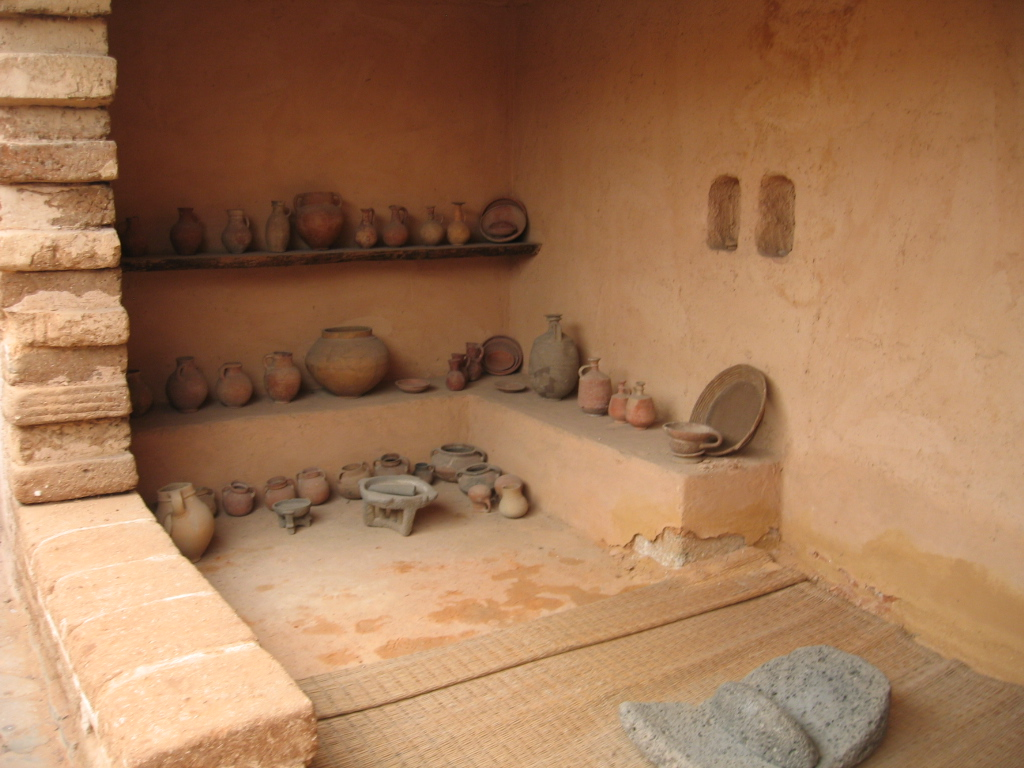
Reconstitution d'une maison israélite au musée de la Terre d'Israël à Tel Aviv (Israël).

L'histoire de l'Israël antique concerne les populations israélites qui ont établi des royaumes à l'âge du fer dans le Proche-Orient ancien. Elle couvre une période allant environ de la fin du IIe millénaire av. J.-C. au VIe siècle av. J.-C., en Palestine et au Proche-Orient. Les royaumes d'Israël et de Juda sont apparus le long de la côte est de la mer Méditerranée, entre les anciens empires égyptien au sud, assyrien et babylonien à l'ouest. Ils émergent de la culture cananéenne à la fin du bronze récent et se développent à partir des hautes terres comprises entre la plaine côtière et la vallée du Jourdain. Israël puis Juda deviennent des royaumes importants et prospères, vassaux des grands empires de la région, avant d'être détruits tour à tour.
L'Israël antique, ou ancien Israël, désigne généralement la période pré-exilique de l'histoire des Israélites. Cette période est aussi désignée sous le nom de « période du Premier Temple ». La chute de Jérusalem, la disparition des royaumes israélites et leur incorporation comme provinces dans les empires du Proche-orient ancien constituent un point tournant dans l'histoire de ses habitants. Les exilés de retour de Babylonie développent une identité juive dans la province perse de Yehoud, inaugurant la période du Second Temple.
L'histoire de l'Israël antique correspond aux récits des livres  de la Bible hébraïque, qui vont de l'origine mythique des Israélites avec Abraham et l'installation dans le pays de Canaan, puis de l'émergence de la société israélite à l'exil à Babylone. Dans la Bible, ces populations sont appelées les Enfants d'Israël. 
Pour un article plus général, voir Israël antique.

## Les données de la Bible

### Histoire des Israélites selon la Bible
La Bible hébraïque (ou Ancien Testament des chrétiens) contient un certain nombre de récits ou légendes sur l'histoire des Israélites. Ces récits se trouvent dans les livres de la Torah (ou Pentateuque) pour la période qui va de l'installation d'Abraham en Canaan (vers -2100 les indications du texte permettant de reconstituer une chronologie traditionnelle approximative) à l'exode d'Égypte sous Moïse (vers -1300). La Torah est traditionnellement attribuée à Moïse lui-même.
Suivent ce que l'on place parfois parmi les livres historiques (le Livre de Josué, le Livre des Juges, les deux livres de Samuel, les deux livres des Rois, les deux livres des Chroniques, le livre d'Esdras…). On y trouve la conquête de Canaan sous Josué, la création d'un grand royaume unifié et prospère sous David et Salomon, la séparation en deux royaumes d'Israël et de Juda, la conquête et la destruction du premier Temple, l'exil à Babylone et le retour d'exil.

### Dates d'écriture de la Bible
Pour les spécialistes de la critique textuelle, tels les biblistes Julius Wellhausen, à propos des documents « J » et « E », puis John Van Seters et Thomas L. Thompson, le récit des Patriarches a été écrit tardivement, dans la période monarchique (-1000 à -700), voire plus tard (-600 à -500). C'est ce qui expliquerait la présence de nombreux anachronismes dans le récit, les plus connus étant les chameaux et les Philistins.
La Genèse mentionne de façon répétée les chameaux à l'époque des Patriarches, alors qu'il est solidement établi que le dromadaire ne fut domestiqué qu'à la fin du second millénaire et ne fut employé comme bête de somme que bien après -1000. La caravane des chameaux de Joseph transporte de la gomme adragante, du baume et du laudanum, marchandises effectivement caractéristiques du commerce arabe, mais vers -700, -600 (voir ci-après Entre guerre et survie). Quant aux  Philistins, il est solidement établi, selon Ayelet Gilboa, qu'ils ne viennent en Canaan qu'à partir de -1200. De plus, la cité de Guérar, présentée comme leur capitale dans le récit d'Isaac, n'est qu'une minuscule bourgade au fer I, qui ne devient une ville forte que vers -700 sous les Assyriens. Le bibliste Martin Noth faisait remarquer que les activités de Jacob sont géographiquement liées, pour l'essentiel, à la partie nord de Canaan, celles d'Isaac à la partie sud, celles d'Abraham à Hébron entre les deux
La conclusion est que le texte « J » et le texte « D » sur les Patriarches ont tous deux été composés à Jérusalem après -700, à une époque où le royaume du nord, Israël, n'était plus, et où Juda rêvait de formuler une préhistoire pieuse d'Israël dans laquelle Juda joue le rôle central.

### Historicité et épistémologie exégétique selon le judaïsme
Un axiome de l’exégèse midrashique et talmudique du Pentateuque est « qu'il n'y a pas d'avant ni d’après dans la Torah ». La Torah n'est pas écrite selon un ordre chronologique. L'apparente 
déchronologie de certains événements peut être selon Hayyim Angel (en) : « un outil efficace pour révéler la
substance de livres prophétiques. ». Rachi de Troyes fonde son exégèse sur la base de ce principe pour expliquer les ruptures du continuum temporel de certains passages du narratif de la Torah limitant son explication au sens obvie qu'elles induisent. L'épistémologie exégétique consiste en quatre niveaux de lecture, d’interprétation et de compréhension du Texte, le sens littéral n'est que le premier d'entre eux. L'Exégèse juive depuis la période  de la Mishna jusqu'à nos jours enseigne de ne pas lire la Torah sur la base du sens obvie qui peut conduire à une mécompréhension de ce qu'elle enseigne mais de s'appuyer sur la Torah orale, qui correspond aux enseignements transmis par Moïse et arrivés jusqu’à elle par une chaine de transmission qui va de lui à la Grande Assemblée consignée dans le Traité des Pères « Moïse a reçu la Torah du Sinaï et l’a transmise à Josué, Josué l'a transmise aux Anciens, les Anciens aux Prophètes, les Prophètes la transmirent aux hommes de la Grande Assemblée ». Le récit de la Création du monde en Six jours dans le premier chapitre de la Genèse, par exemple, lorsqu'il est décrypté selon cette trame et confronté aux thèses scientifiques modernes aboutissent à des conclusions cosmogoniques pratiquement identiques quant à la datation de l'âge du monde et la relativité du temps.

### Méthodologie et histoire de l'archéologie de la période biblique
À partir de 1900, les premiers archéologues, tels William F. Albright, prenant les récits historiques de la Bible à la lettre ont recherché en chaque découverte une illustration du texte biblique : on a appelé cette façon de faire l'archéologie biblique. Ce n'est qu'à partir de 1970 que les méthodes scientifiques de l'archéologie, relevant des sciences sociales, se sont peu à peu imposées. Si aucun archéologue ne nie que nombre de légendes, de personnages et de fragments de récits de la Bible remontent fort loin dans le temps, il reste que la rédaction de la Bible s'est faite dans les circonstances politiques, sociales et spirituelles d'un État pleinement constitué, avec une alphabétisation répandue, à l'apogée du royaume de Juda, à l'âge du fer récent. Finkelstein a par exemple proposé de dater cette rédaction de l'époque du roi Josias.
Dans l'esprit de l'archéologie biblique,  William F. Albright vers 1930 puis Yigael Yadin vers 1950 découvrirent sur le terrain les preuves, irréfutables selon eux, du récit biblique qui guidait leurs recherches, dans la destruction brutale de Béthel, Lakish et Hazor notamment, destructions qu'ils attribuèrent, dans l'euphorie générale, aux conquêtes de Josué.
Cependant, un trouble survint avec les fouilles de Jéricho, modeste bourgade sans trace d'occupation au XIIIe siècle, inhabitée depuis le XIVe siècle, sans murailles et sans traces de destruction violente. Les fouilles de Aï, menées de 1933 à 1935 par Judith Marquet-Krause selon les méthodes scientifiques de l'école française, puis confirmées vers 1960, menèrent au même résultat : la cité, imposante au Bronze moyen, était inhabitée au Bronze récent. Il en fut de même avec Gabaôn, Kephira, Béérot, Kiryat-Yéarim, Arad et Heshbôn. Quant aux destructions de Béthel, Lakish et Hazor, les indices suggérèrent finalement que leurs destructeurs n'étaient pas nécessairement les Israélites.
Guidés par la lecture de la Bible, les archéologues de l'archéologie biblique ont attribué chaque débris de poteries philistines aux vaillants exploits de David. C'est ainsi que Benjamin Mazar, trouvant à Tel Qasile une ville philistine ignorée par la Bible  mais portant des traces de destruction par le feu, la rajouta sans hésiter, mais sans la moindre preuve, à la liste des cités philistines rasées par David. Les grands bâtiments trouvés à Megiddo entre 1920 et 1930 furent d'emblée attribués à Salomon, entre autres les écuries, forcément de Salomon puisque la Bible parlait des écuries de Salomon. Yigael Yadin exhuma à Hazor une porte monumentale dite à triples tenailles, du même type que celle trouvée à Megiddo 20 ans plus tôt, et constata que les dessins des fouilles de Gézer comportaient eux aussi le même type de portes. Yadin affirma donc qu'un architecte de Salomon à Jérusalem était l'auteur de ce plan, dupliqué dans les villes de province. Fouillant à Megiddo à l'est de la porte, il découvrit sous l'écurie de Salomon un extraordinaire palais en pierre de taille, qui fut, lui aussi, attribué à Salomon, ainsi qu'un second palais du même type découvert peu avant. L'écurie, forcément postérieure, ne pouvant plus être attribuée à Salomon, Yadin l'attribua à Achab, roi d'Israël.

## Origine des Israélites selon la Bible et perspective historique

### Les Patriarches
William F. Albright prenait la Bible au pied de la lettre, au début du XXe siècle et affirmait, à l'époque : « dans l'ensemble, ce que dépeint la Genèse est historique et rien ne nous permet de douter de l'exactitude globale de ses détails biographiques ».
Un calcul d'après la Bible conduit à situer vers -2100 le départ d'Abraham, originaire d'Ur en  Mésopotamie méridionale, pour Canaan, où il aurait mené une vie pastorale, faisant paître ses troupeaux dans les sites de Sichem, Béthel, Beersheba et Hébron. Albright fait d'Abraham un marchand amorrite venu, du nord, en Canaan, lors d'une migration amorite. Albright suppose cette migration massive et soudaine, détruisant l'urbanisation cananéenne qui caractérise la période du Bronze ancien. Cependant, il est maintenant établi que, dans la période du Bronze intermédiaire (-2100 à -1800), l'effondrement de l'urbanisation cananéenne ne fut pas brutal mais progressif, la plus grande partie de la population ne devenant pas nomade mais restant sédentaire dans des villages permanents. De plus, les sites de Sichem, Beer Sheva et Hébron ne contiennent aucun objet datant du Bronze intermédiaire.
Devant ces contradictions, d'autres tentatives placent les Patriarches plus tardivement, au Bronze moyen, mais il devient alors incompréhensible que la Bible ne mentionne pas les puissantes cités-États que sont devenues Hazor et Megiddo, avec leurs palais et leurs temples, ni les villes fortes de Béthel,  Jérusalem et  Sichem (cette dernière est mentionnée en tant que site, mais non pas en tant que ville forte).
Le site de Beer Sheva est d'ailleurs inoccupé pendant toute la durée de l'âge du bronze. Abraham étant fréquemment mis en relation avec Beer Sheva, les récits le concernant datent nécessairement de l'âge du fer.

### L'Exode
Durant toute l'antiquité, des gens quittent Canaan pour venir s'installer dans le delta du Nil. Comme dans le récit biblique, les aléas climatiques entraînent périodiquement des famines en Canaan alors que, comparativement, l'Égypte est un pays riche (fertilité due au Nil) et bien organisé (stockage du grain). Certains s'embauchent comme manœuvres, d'autres sont commerçants, certains deviennent des dignitaires (soldats, prêtres), quelques-uns sont prisonniers de guerre (non libres).
De -1670 à -1570, les Hyksôs (« rois étrangers ») prennent le contrôle du nord de l'Égypte, fondant une dynastie de pharaons. Ils sont finalement expulsés en Canaan où ils se réfugient notamment à Sharouhen. Plusieurs points communs ont été relevés entre l'aventure des Hyksôs et celle des Hébreux du récit biblique de l'Exode (une population venue de Canaan, qui devient très puissante en Égypte, où elle s'oppose avec succès aux soldats de Pharaon et finit par retourner en Canaan).
La première mention d'Israël se trouve dans la stèle de Mérenptah (fin du XIIIe siècle), datée de 1207 av. J.-C. désignant un groupe de gens en Canaan, et il s'agit de la seule mention concernant les Hébreux ou Israël dans un texte de l'antiquité encore intact et dans la littérature égyptienne tous types de littérature confondus. Pour Finkelstein et Silberman, il faut interpréter la stèle du pharaon Merneptah de - 1207, se targuant d'une grande victoire contre le peuple d'Israel, comme une preuve que "les israélites ne commenceront à émerger graduellement comme un groupe distinctif de la région de  Canaan qu'à partir de la fin du XIIIe siècle"
Selon Olivier Rouault, les Apirou ne sont pas les Hébreux, et selon Dominique Valbelle, la langue des Hyksôs serait étrangère à la famille des langues sémitiques.
La stèle de Mérneptah, la mention dans la Bible de la ville de Ramsès, la mention dans Ex 14,2 du nom Migdol (forteresses du Nouvel Empire qui gardent la route entre l'Égypte et Canaan) ainsi que plusieurs autres indications conduisent à accorder une attention particulière à l'époque de Ramsès II.
Or « aucune trace de campement, aucun signe d'occupation, datant de Ramsès II ou de ses prédécesseurs, ou de ses successeurs immédiats, n'ont été trouvés nulle part dans le Sinaï. Et ce n'est pas faute de les avoir cherchés... Il n'existe pas la moindre évidence de ce type d'activité à l'époque attribuée à l'Exode, c'est-à-dire au XIIIe siècle av. J.-C... Sur la longue liste de campements dans le désert, Kadesh-Barnéa et Éçyon-Gébèr sont les seuls qu'il soit possible d'identifier avec certitude. On n'y trouve aucune trace des Israélites en marche. »
Le Néguev est d'ailleurs inoccupé au bronze récent. Il n'y a donc pas de roi d'Arad pour faire obstacle aux Israélites.
Selon Donald B. Redford, les détails les plus évocateurs de l'Exode se rattachent au VIIe siècle (Pithôm, par exemple, identifiée à Per-Atoum, a été bâtie par Nékao II vers -600), ce qui indiquerait que le récit a été écrit à cette époque. Vers -700 et -600, Kadesh-Barnea était habitée et comportait une forteresse, et Etzion-Geber (entre Eilat et Aqaba) était un port florissant. À cette époque, enfin, le royaume de Juda considérait l'Égypte avec un mélange de respect, de crainte et d'aversion, comme une alliée potentielle en cas d'invasion assyrienne par le nord, une rivale dans ses visées sur Israël. C'est en combattant Nékao II que Josias est tué. Finkelstein précise toutefois   que "les grandes lignes de cette histoire étaient certainement connues... ces oracles partageaient le souvenir d'un grand évènement historique qui concernait l'Égypte et qui avait pris place dans un passé lointain." Une information écrite seulement au VIIe siècle av. J.-C. est à cette époque précédée d'une connaissance orale d'évènements plus anciens.

### La conquête de Canaan
La datation traditionnelle à l'époque ramesside du récit biblique de la conquête de Canaan est lui aussi contredit par l'archéologie. Elle ne peut qu'être postérieure à l'époque des Lettres d'Amarna, qui ignorent Israël, et antérieure à la stèle de Mérenptah qui le cite[réf. nécessaire]. Or la présence égyptienne en Canaan, avec les places fortes telles que Beth-Shéân par exemple, pleine de hiéroglyphes de Séthi Ier (-1294, -1279), Ramsès II (-1279, -1213) et Ramsès III (-1184, -1153), rend invraisemblable une conquête militaire en présence des garnisons qui surveillent le pays mais sont absentes du récit. Si cette conquête avait eu lieu, les militaires égyptiens s'en seraient sûrement aperçus. Or les abondantes archives égyptiennes n'en font nulle mention.
Après l'impasse de l'archéologie biblique, les recherches archéologiques, cette fois, menées dans l'ensemble du bassin méditerranéen, mirent les scientifiques d'accord : les invasions des Peuples de la mer ont signé dans l'ensemble de la région, et pendant un siècle, l'effondrement du monde de l'âge du bronze et le passage à l'âge du fer.
Bien avant ces découvertes archéologiques, les biblistes de l'école allemande, Albrecht Alt et Martin Noth, avaient repéré dans la trame du livre de Josué un montage, dans la tradition étiologique, de légendes d'inspiration locale.
Par ailleurs, diverses théories ont été proposées pour tenter de concilier une interprétation historique du récit biblique avec l'absence de conquête militaire constatée sur le terrain (théorie de l'infiltration pacifique, théorie de la révolte paysanne). Ces hypothèses ont permis de relativiser le récit biblique et de préparer la synthèse archéologique disponible aujourd'hui.
Dans sa théorie de l'infiltration pacifique, Albrecht Alt assimile les Israélites aux Bédouins Shasou.
Dans la théorie de la révolte paysanne, le bibliste Georges Mendelhal attribue aux Apirou, sans l'ombre d'une preuve, le culte de YHWH, censé leur fournir une idéologie commune qui les unifie et leur permet de soulever les paysans dans une révolte contre l'ordre social établi. Selon cette théorie, reprise par le sociologue Norman Gottwald, la conquête israélite est accomplie lorsqu'un nombre important de paysans cananéens ont renversé leurs maîtres et seigneurs des cités pour devenir la communauté des Israélites. L'archéologue William G. Dever a repris la théorie de la révolte paysanne en attribuant l'occupation des hautes terres à deux innovations technologiques : la capacité de creuser des citernes dans le roc et la capacité de les enduire. Cependant, ces deux technologies étaient déjà connues et employées bien longtemps avant l'émergence de l'Israël primitif. De plus, il est établi que les premières installations israélites sur les hauts plateaux, à partir de -1200, sont le fruit de nomades qui se sédentarisent et non de paysans révoltés qui se regroupent. Enfin, les éléments de poteries présentés par William G. Dever pour appuyer ses arguments ne proviennent pas des premières installations, comme il le pensait, mais de sites correspondant à la seconde phase d'occupation des hautes terres : ces poteries n'indiquent donc rien quant au démarrage du processus. Ces nouvelles données contredisent clairement la théorie de la révolte paysanne, dont le succès auprès d'un certain public tient aussi à l'idéologie qu'elle véhicule : celle d'un monde ébranlé par la propagation de cette foi nouvelle.
La trace de l'idéologie du Deutéronome, très présente dans le livre de Josué, indiquerait l'époque du roi Josias comme celle de la rédaction du récit.

## Le peuplement des hautes terres à l'âge du bronze
La forte disparité géographique entre le nord des hautes terres, bien arrosé et fertile, et le sud, très sec et aride, se retrouve dans la démographie. Ce contraste entre la zone nord et la zone sud de Canaan se constate dès la première vague d'implantations à l'âge du Bronze ancien. Il en découle un contraste fortement marqué du potentiel économique. Le mode d'habitat du nord, autour de Sichem, est alors dense, avec une agriculture sédentaire. Celui du sud, autour de Jérusalem, est pauvre et sans constructions permanentes. On retrouve ce contraste dans la deuxième vague, au Bronze moyen, Sichem étant le centre principal et Jérusalem étant alors puissamment fortifiée. Au Bronze récent, les Lettres d'Amarna nous montrent en détail cette rivalité entre Sichem (où règne Labayou) et Jérusalem (où règne Abdi-Héba), les vallées et la plaine littorale étant organisées en cités-États de territoires réduits mais fortement peuplés.

## Âge du fer I: émergences des Israélites
| \| Afek Akko Arad Ashdod Ashkelon Beer-Sheva Béthel Bethléem Bet-Shean B. Shemesh Dan Etzion Geber Éqron Gat Gaza Gezer Hébron Izbet Sartah Jéricho Jérusalem Lakish Tel Masos Megiddo Rehov Samarie Shilo Tyr \| Sites de l'âge du fer. |
| Afek Akko Arad Ashdod Ashkelon Beer-Sheva Béthel Bethléem Bet-Shean B. Shemesh Dan Etzion Geber Éqron Gat Gaza Gezer Hébron Izbet Sartah Jéricho Jérusalem Lakish Tel Masos Megiddo Rehov Samarie Shilo Tyr                              |

### Les premiers Israélites

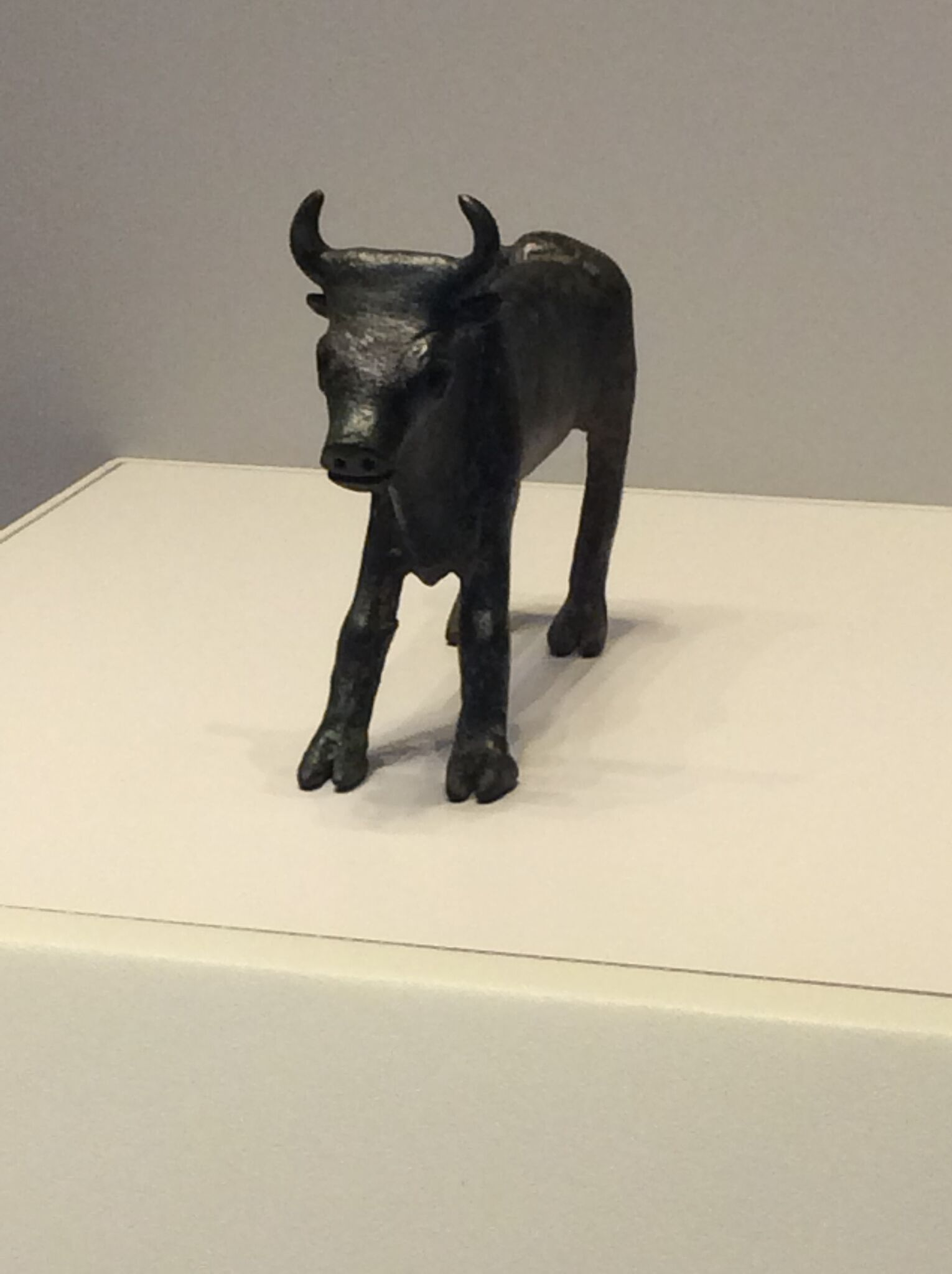
Taureau en bronze israélite, Samarie, Musée d'Israël. Le motif est d'inspiration cananéenne.

Les fouilles locales, dans les cités cananéennes, ne donnaient aucune trace des premiers Israélites. Les données archéologiques sur les premiers Israélites sont fournies par une prospection régionale de surface sur l'ensemble des hautes terres de l'actuelle Cisjordanie, entreprise timidement à partir de 1967, puis à grande échelle vers 1990. Cette technique statistique, consistant à ramasser systématiquement les moindres traces de vie, à les dater et à cartographier l'ensemble des traces par dates, permet de localiser les habitats des premiers Israélites. Environ 250 communautés sont localisées sur les hauteurs, abritant pour la plupart une cinquantaine d'adultes et autant d'enfants, quelques centaines d'individus pour les plus importantes, environ 45 000 habitants au total vers −1000, les toutes premières installations commençant peu avant −1200. Le plan de l'habitat est ovale, autour d'une grande cour intérieure, entourée de pièces rectangulaires en pierres sèches. L'étude détaillée d'un de ces gros sites du fer I, Izbet Sartah (à proximité de Rosh HaAyin), dans une zone fertile, a été faite par Baruch Rosen, spécialiste de l'agriculture et de la nutrition dans l'antiquité. Le matériel archéologique trouvé indique une centaine d'habitants, 350 hectares de terres dont la moitié cultivées et le reste en pâture, une production annuelle maximum de 53 tonnes de blé et 21 tonnes d'orge, quarante bœufs de labour et un troupeau de 300 chèvres et moutons.
Il s'agit de pasteurs nomades qui se sédentarisent progressivement, à partir des régions périphériques moins accessibles, tout d'abord à proximité du désert pour la plupart, puis plus à l'ouest ensuite. Avant l'âge du fer, ce phénomène d'implantation suivi d'un abandon 
a déjà été identifié deux fois, la première fois au Bronze ancien, puis une seconde  Bronze moyen. A l'âge du fer I, une troisième vague d'implantation est celle qui voit apparaître les premiers Israélites (250 sites), renforcée au fer II (500 sites). C'est dans cette troisième vague que, contrairement aux deux précédentes, les os de porc sont absents des déchets de nourriture : les premiers Israélites ne mangeaient pas de porc. Cette coutume leur est propre car, à la même époque, les Philistins font une abondante consommation de porc. Les Israélites ne seraient donc pas une population étrangère au pays de Canaan, mais le résultat d'une transformation interne de la société cananéenne.
L'archéologue Amihai Mazar, de l'Université hébraïque de Jérusalem, a trouvé dans l'un de ces villages du nord un petit taureau de bronze, figurine probable d'un culte cananéen de Baal. Ces villages ne sont pas fortifiés, aucune préoccupation guerrière n'y est relevée, les habitants y mènent une vie pastorale paisible. La réalité telle que la révèle l'archéologie est donc fort éloignée des récits du Livre des Juges, avec ses conflits des Israélites contre les Philistins, les Moabites, les Médianites et les Amorrites. Les biblistes rattachent ces récits à l'historiographie deutéronomiste, ce qui indiquerait le règne du roi Josias comme époque de leur rédaction.

### DuXIIesiècleav. J.-C.auXesiècleav. J.-C.

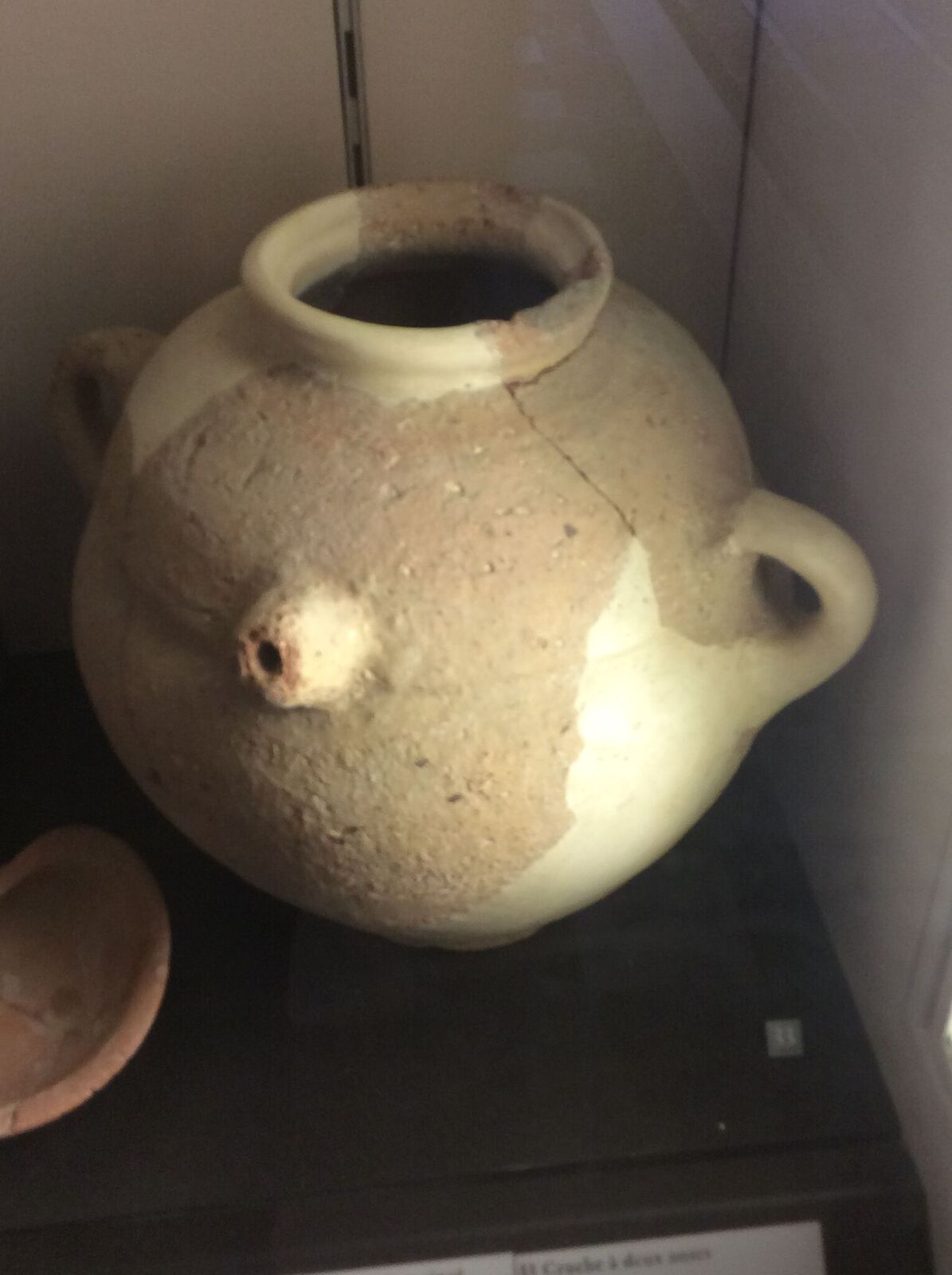
Cruche à deux anses (israélite), âge du fer (au) Tell el Far'ah, musée du Louvre.

Avec la désintégration de la civilisation palatiale cananéenne et le retrait d'Égypte, de nouveaux groupes ethniques sont apparus en Méditerranée orientale. Avec ce déclin de l’Égypte et des autres puissances, les inscriptions datables du Fer I en Israël sont rares.
Dans le nord, les vallées connaissent un renouveau après les destructions du Bronze récent. Les traditions cananéennes se poursuivent, suivies par des destructions par incendie à Megiddo, Taanak, Tel Rehov, Kinneret et Tel Hadar.
Depuis le XIIe siècle av. J.-C., les hautes terres de Judée, de Samarie et de Transjordanie sont marquées par une rapide expansion démographique. Ce processus se traduit par une augmentation du nombre de sites d’habitats. Dans la région qui s’étend de Jérusalem à la vallée de Jezréel, on relève plus de 230 sites d’habitation à la fin du Fer I alors  que seulement 25 sites d’habitation sont identifiés pour le Bronze récent. La population y est estimée à 40 000 habitants. Au sein de cette zone, le plateau de Benjamin connait une croissance particulièrement dynamique, avec une cinquantaine de sites sur un territoire de 150 km2, dont Shilo, Gabaôn et Mitzpah. Certains sites sont dotés d’édifices publics, tels que Silo et Sichem. A Silo, on a trouvé un ensemble de silos à grains, et à Sichem, l’ancien temple semble poursuivre son activité. Silo connait une destruction par incendie à la fin du XIe siècle av. J.-C. Aï, Khirbet Raddana (dans la banlieue nord de Jérusalem) et Khirbet ed-Dawara sont abandonnés à la fin du Xe siècle av. J.-C. Gabaôn connait aussi une longue période d’abandon avant d’être réoccupé.
Au sud, le territoire des collines de Juda reste moins peuplé. 20 sites ont été relevés lors de prospections archéologiques. Ces sites s’étendent sur moins d’un demi hectare et regroupent chacun moins de 100 habitants. Au total, la population de Juda est estimée à 5 000 personnes.
A l’est au Jourdain, la région située au nord au plateau transjordanien a vu le nombre de sites d’habitation passer d’environ 30 à 220 au XIIe siècle av. J.-C. Cette situation est identique plus au nord, en Galaad, où on observe une forte concentration d’habitats.
De nouveaux habitats apparaissent également dans la vallée de Beer-Sheva et le nord du Néguev. Cette région se situe sur la voie caravanière est-ouest  qui  relie la vallée de la Arava et l’Arabie au littoral méditerranéen. Elle profite du commerce du cuivre de la Arava et des produits de l’Arabie. À la fin du XIe siècle av. J.-C., la population de cette région est estimée à 1 500 habitants. Le plus important des sites est Tel Masos, au milieu de la vallée, qui avait connu une période d’expansion au milieu du XIIe siècle av. J.-C. Le site est détruit au milieu du Xe siècle av. J.-C. A Arad, un petit habitat reprend au XIe siècle après des siècles d’abandon.
Arad est mentionné dans la campagne de Shéshonq.
Les destructions observées dans les vallées du nord, dans le territoire  de Benjamin et dans la vallée de Beer-Sheva sont attribuables à la campagne de Shéshonq pour reprendre le contrôle de Canaan après deux siècles d’éclipse de Égypte.
Selon Israël Finkelstein, la concentration particulière de population dans la région de Benjamin et le fait que cette région ait constituée une cible pour Égypte indique l’existence d’une entité politique potentiellement puissante dans cette région. Dans cette perspective, la Bible aurait conservé le souvenir de cette entité en l’associant au personnage biblique du roi Saül, présenté comme le premier « roi d’Israël » et dont l’histoire est particulièrement liée au territoire de Benjamin.

## Xesiècleav. J.-C.

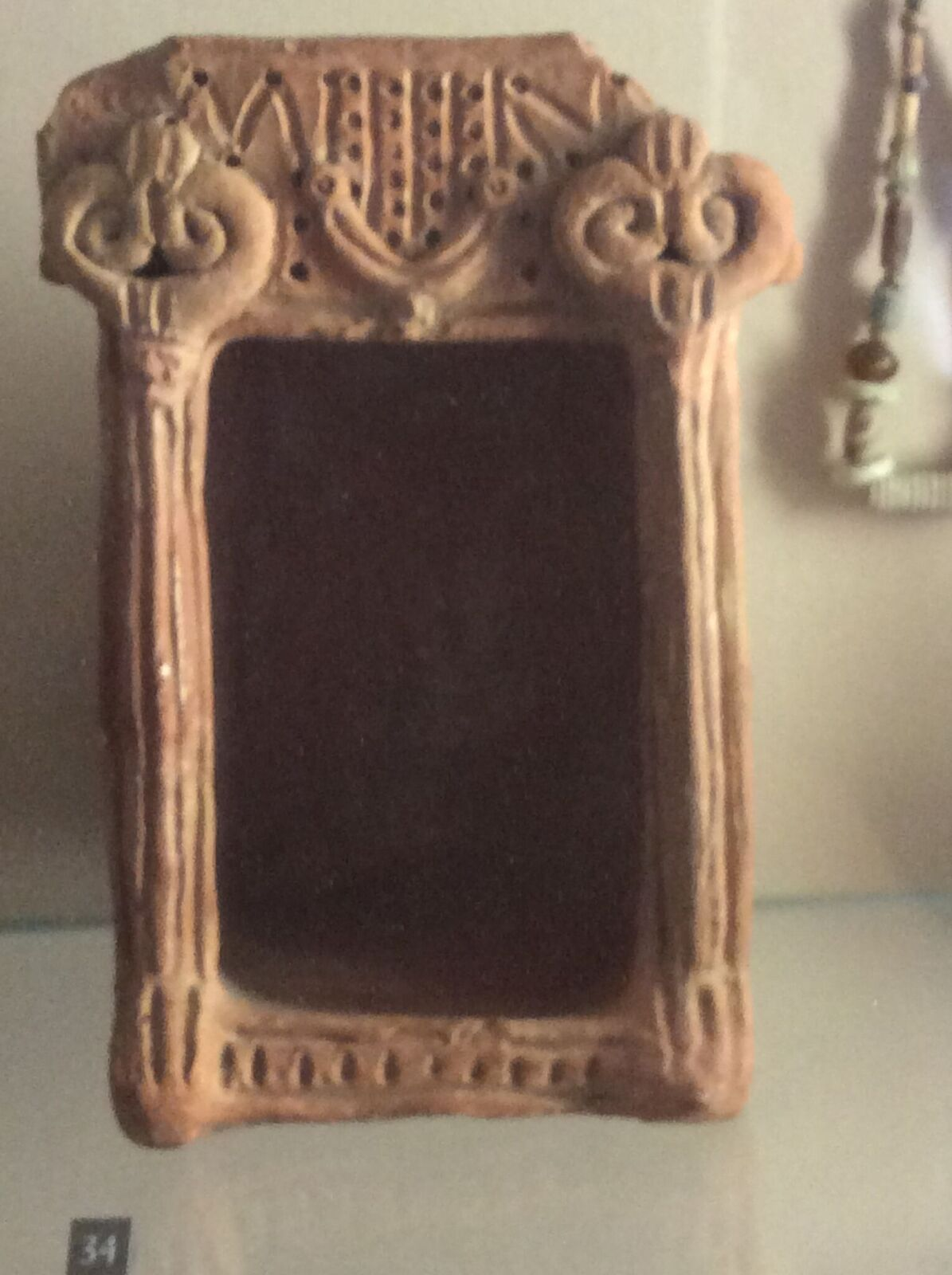
temple israélite, Tell el Far'ah, Musée du Louvre.

Le Fer II est marqué par l'émergence et la chute du royaume d'Israël

### Les débuts du royaume d'Israël
Vers -900, Israël porte déjà les germes d'un État pleinement constitué, avec des centres administratifs fortifiés et des palais en pierres de taille, à Megiddo, Jezréel et Samarie. Jérusalem, par contraste, n'est vraiment urbanisée qu'un peu avant -700, l'industrialisation de la production ne commençant qu'après cette date.
Israël et Juda ont en commun le culte de YHWH, mais aussi d'autres dieux, leurs dialectes hébraïques sont proches et, à partir de -800, ils utiliseront le même alphabet.
Sur les basses terres, les Philistins consolidèrent leur implantation sur le littoral méridional (cité de Gath, sur les terres de Gaza) et les Phéniciens s'installèrent dans les ports maritimes du Nord. Les Cananéens des basses terres recommencèrent à prospérer dans les cités-États, Megiddo par exemple, prospérité qui dura jusque vers -900.

### La campagne de ShéshonqIer
Sur un mur du temple d'Amon-Rê à Karnak se trouve relatée la campagne militaire de Shéshonq Ier en Canaan. Elle n'est pas datée précisément par l'archéologie, mais elle a eu lieu entre -950 et -800. Les villes cananéennes du nord, Rehov, Beth-Shéân, Megiddo, la vallée de Jezréel sont attaquées. La liste de Karnak comporte 150 noms de villes et villages, dont quelques villages israélites des hautes terres, au nord de Jérusalem, La destruction des cités-États cananéennes laissa le champ libre aux populations Israélites du royaume du Nord pour s'étendre.
Le Premier Livre des Rois 1R 14:25-26 relate l'épisode à sa façon : 
« La cinquième année du roi Roboam, le roi d'Égypte, Shéshonq, marcha contre Jérusalem. Il se fit livrer les trésors du Temple de Yahvé et ceux du palais royal, absolument tout, jusqu'à tous les boucliers d'or qu'avait faits Salomon. »
Finkelstein et Silbermann soulignent que Jérusalem ne figure pas parmi les 150 noms de la liste de Karnak et que l'objectif de Shéshonq Ier était des cités-État cananéennes, ainsi que quelques villages israélites des hautes terres situés au nord de Jérusalem : le petit village de montagne situé sur le promontoire de la Cité de David ne faisait pas partie de ses objectifs. Le récit biblique fournit une date pour cette expédition, -926, mais elle ne peut être utilisée pour recaler le carbone 14.

### Le royaume de David et Salomon
En se basant sur le chronologie décrite dans la Bible hébraïque, les rois David et Salomon auraient vécu autour du Xe siècle av. J.-C., or ni David ni Salomon ne figurent dans aucun texte égyptien ou mésopotamien et on n'a pas découvert le moindre vestige des constructions de Salomon à Jérusalem.
La stèle de Tel Dan, écrite en araméen, fait référence à la maison de David. Elle prouve qu'il a bien existé une dynastie se réclamant du roi David et deux royaumes, celui d'Israël au nord et celui de la maison de David au sud. Cette stèle n'est pas datée exactement, mais les archéologues lui attribuent une date aux alentours de –820. Hazaël, roi de Damas, a fait graver en araméen : 

« J'ai tué [Jo]ram fils d'[Achab] roi d'Israël, et [j'ai] tué [Ahas]yahu fils de [Joram] roi de la maison de David. Et j'ai réduit [leur ville en ruine et changé] leur terre en [désolation]. »

La signification de l'expression "maison de David" est tout à fait claire en archéologie : il s'agit de la dynastie royale dont « David » a été le premier roi. Cette inscription atteste aussi qu'à l'époque de l'inscription, le royaume d'Israël (« la maison d'Omri » des archives assyriennes) est différent du royaume de « la maison de David ».
Cependant, comme pour la conquête de Canaan, l'attribution des grandes constructions de Megiddo à Salomon  est remise en cause à mesure que les analyses se font plus fines et les datations plus précises. Il apparait que les poteries philistines ont continué à être fabriquées bien après la mort de David, si bien que l'emploi de leurs débris comme technique de datation a conduit à des erreurs (estimation trop ancienne de certaines dates). Le progrès des datations au carbone 14 permet depuis peu d'obtenir des  évaluations fiables et précises, qui montrent en particulier que les palais de Megiddo ont été construits plusieurs décennies après la mort de Salomon et les fameuses écuries encore bien plus tard.
Mais le doute principal sur l'ampleur du royaume de David et de celui de Salomon provient de l'étude de la partie sud, qui contient Jérusalem, la capitale. L'habitat dans la partie sud est très clairsemé. Ainsi que le montrent les travaux de David Ussishkin, la Jérusalem de Salomon, comme celle de David, n'a rien d'une grande cité : c'est un village typique des hautes terres. David et Salomon n'ont gouverné aucun empire et il est  logique qu'ils n'aient laissé aucune trace de leur existence, ni dans les documents égyptiens, ni dans les documents mésopotamiens.
C'est seulement au VIIe siècle av. J.-C. que Jérusalem devient une grande cité, entretenant un commerce de luxe avec les pays lointains, une capitale alphabétisée. La monarchie unifiée, telle qu'elle est décrite dans la Bible, ne représente pas la réalité du Xe siècle av. J.-C. : la Jérusalem biblique symbolise en fait la capitale rêvée du royaume de Juda et la monarchie unifiée constitue un projet politique, peut-être celui du roi Josias (VIIe siècle av. J.-C.).
Jusque vers 1980, la vision d'un royaume unifié, puissamment centralisé, avec les grandes constructions de Salomon, vision reprise de la Bible, fut largement acceptée par les archéologues et les historiens. Selon la Bible, l'éclatement entre Israël et Juda donne naissance à deux États jumeaux, supposés eux aussi pleinement organisés administrativement, juridiquement et militairement.
À l'époque de David et Salomon, l'archéologie nous montre Juda encore économiquement marginal, tandis qu'Israël prospérait, développant la culture spécialisée de l'olive et du raisin, la technique de fabrication de l'huile et du vin et une économie marchande avec transport et commerce. Sur 45 000 Israélites pour l'ensemble des hautes terres en -1000, 90 % sont dans la partie nord, 5 000 seulement dans la partie sud.

## IXesiècleav. J.-C.

### Le royaume d'Israël sous les Omrides (-884 à -842)
L'existence du royaume d'Israël débute avec la dynastie des Omrides (-884 à -842). Les royaumes voisins, Aram, Moab et Assyrie, nous fournissent des sources historiques par leurs archives et par trois stèles: la Stèle de Tel Dan (en araméen, dans laquelle le roi de Damas, probablement Hazaël, se vante d'avoir tué  [Jo]ram fils d’[Achab] roi d’Israël), la Stèle de Mésha (en moabite, dialecte cananéen très proche de l'hébreu, vantant la victoire de Mésha, roi de Moab, sur Omri et son fils Achab et l'Obélisque noir (longue inscription en caractères cunéiformes, vantant la victoire de Salmanazar III, roi d'Assyrie, sur une coalition réunissant Damas, 1 200 chars, 1 200 cavaliers et 20 000 guerriers, et le roi Achab,2 000 chars et 10 000 guerriers).
Le royaume d’Israël étend son influence en Syrie et en Transjordanie. Lors de la bataille de Qarqar (853 av. J.-C.), les  Assyriens de Salmanasar III affrontent en Syrie les royaumes locaux au nombre desquels figure Achab l’Israélite. Cette expansion est aussi confirmée par la stèle de Tel Dan où le roi d’Aram-Damas témoigne, à la fin du IXe siècle av. J.-C., de la présence des Omrides sur son territoire. Cette expansion se fait également en direction de la Transjordanie. La stèle de Mesha indique que le roi d’Israël avait fait construire deux places fortes israélite en territoire moabite. Il est possible que le royaume d’Israël ait aussi exercé un contrôle sur son voisin judéen. Le mariage de la princesse israélite Athalie avec le roi de Juda Joram raconté dans le Deuxième Livre des Rois pourrait s’interpréter comme l'ascendant que prend le royaume nordiste sur son voisin.
Israël règne désormais sur un territoire qui déborde très largement les hautes terres et les vallées centrales, s'approchant de Damas et incluant le Jourdain ainsi qu'une partie de Moab. Outre les Israélites sur les hautes terres, la population d'Israël comporte donc désormais toute une population cananéenne dans les plaines du nord, la vallée du Jourdain et la vallée de Jezraël. Les archives assyriennes nous apprennent aussi que Samarie est la capitale fondée par Omri, puisque le royaume y est désigné comme la maison d'Omri.

### Les constructions des Omrides
Le magnifique palais de Samarie, en pierre parfaitement taillée, le plus beau et le plus grand jamais découvert en Israël (2 500 mètres carrés), décoré de chapiteaux sculptés annonçant le style grec éolique, nous donne la mesure de la puissance du royaume. Tout le sommet de la colline a été déblayé pour former une plate-forme rectangulaire de 3 hectares, ceinturée par un mur à casemates atteignant par endroits 7 mètres de haut. En 1990, David Ussishkin, de l'Université de Tel-Aviv, a fouillé à Jezréel une grande esplanade bâtie exactement sur le même modèle, datée des Omrides et détruite peu après sa construction. Son temps très court d'occupation permet d'utiliser les styles des poteries qui y ont été trouvées pour dater d'autres sites. Or, dans les deux grands palais en pierre taillée de Megiddo, des poteries du même style ont été retrouvées. De plus, l'archéologue Norma Franklin, membre de l'équipe de fouilles de Megiddo, a identifié des signatures - des marques caractéristiques gravées dans les pierres - de tailleurs de pierres qui sont identiques à Megiddo et à Samarie, indiquant que les mêmes maçons, sous les Omrides, ont construit ces édifices.
Cette réussite évidente du royaume du nord ne peut se concevoir qu'avec une intégration harmonieuse de la composante cananéenne de la population, nombreuse et active à Jezréel notamment (la population totale d'Israël est alors évaluée à 350 000 habitants). Ils soulignent l'ouverture culturelle sur la Phénicie, dont on trouve régulièrement des poteries, et dont 200 plaques d'ivoire finement ciselé ont été mises au jour dans le palais de Samarie.

### Les Omrides et le Livre des Rois
La dynastie omride est particulièrement détestée dans la Bible, accusée des pires turpitudes et accablée du plus profond mépris. Selon Israël Finkelstein, ce royaume organisé et doté d'une puissance militaire a pu servir de modèle à l'histoire du règne du roi David et à son royaume expansionniste. Les victoires de David contre Moab et contre les Araméens pourraient s'inspirer de celle de la maison d'Omri. Constatant que les noms des personnages et des lieux du récit biblique deviennent, ici, historiques, il avance que les auteurs bibliques détesteraient la réussite des Omrides et s'approprieraient leurs réalisations pour les attribuer à Salomon.

### Israël et Juda à la fin duIXesiècle

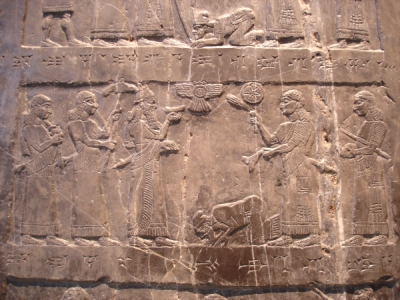
Jéhu représenté devant Salmanazar III sur l'obélisque noir

La fin du IXe siècle av. J.-C. est marquée de nombreux revers pour le royaume d'Israël. Il subit la pression des Araméens du nord. Le roi de Damas Hazaël lui inflige une défaite commémorée par la stèle de Tel Dan. Il ravage Tel Rehov, Beth-Shéan, Megiddo et Jezréel. Damas occupe la région de Dan et d'Hazor pendant une courte période, laissant diverses inscriptions et constructions. Mais l'Assyrie soumet Aram : Israël se trouve ainsi libéré.
D'après la stèle, Hazaël aurait même tué le roi d'Israël Joram et son allié Ochozias, roi de Juda. Le souvenir du traumatisme de la mort de ces deux rois est aussi conservé dans le livre des Rois, où ces morts sont imputées à Jéhu. La Transjordanie se libère également de la domination israélite. Le roi moabite Mesha le rappelle sur la stèle trouvée dans sa capitale. Jéhu, le nouveau roi d'Israël, inaugure une nouvelle dynastie. Il est le vassal de Salmanasar III, à qui il apporte un tribut représenté sur l'Obélisque noir.
A la limite de la frontière de Juda, la puissante cité philistine de Gath est détruite. Peut-être sous l'impulsion du dynamique royaume d'Israël, ou profitant de ses revers et des attaques contre les cités de la côte, le royaume de Juda se dote de deux centre administratifs majeurs dans la Shéfélah : Lakish et Bet Shemesh. Dans la vallée de Beer Sheva, les fortins d'Arad et de Beer Sheva protègent la frontière sud du royaume et contrôlent les voies commerciales allant de l'Arabie à la Méditerranée.

## VIIIesiècleav. J.-C.

### Prospérité du royaume d'Israël à l'ombre de l'Assyrie (-842 à -720)
Pendant 120 ans, de -842 à -720, les successeurs des Omrides poursuivent le développement d'un pays à l'administration centralisée, avec un mode de production industriel et un commerce d'exportation florissant. Au VIIIe siècle av. J.-C., le royaume d'Israël tire une partie de sa richesse du commerce des chevaux avec l'Assyrie. A Megiddo, de vastes écuries sont utilisées pour élever et dresser des chevaux importés d'Égypte et dont Israël fait commerce avec l'Assyrie.
À Samarie on a retrouvé 350 tessons de poteries avec une inscription en hébreu (), datant du règne de Jéroboam II (-788 à -747), inscription qui est l'indication de provenance des jarres standardisées d'huile d'olive et de vin. À Megiddo, toujours sous Jéroboam II, un système hydraulique souterrain est aménagé, avec une galerie de 70 mètres percée à 25 mètres de profondeur, qui mène à une grotte et assure l'alimentation en eau potable en cas de siège (). La relation plus ou moins de vassalité entretenue avec l'Assyrie permet le développement d'un commerce très actif (huile d'olive, vin, probablement chevaux) avec ce qui constitue la plus grande puissance régionale, tant économique que militaire. La prospérité d'Israël atteint son point culminant.

### La domination assyrienne
À partir du règne de Teglath-Phalasar III, l'Assyrie décide de rétablir son autorité directe sur la zone syro-palestinienne. Juda est un vassal de l'Assyrie. Un tribut versé par Achaz apparaît dans une inscription assyrienne de Teglath-Phalasar III datant de -734, et vers -730, Ménahem, roi d'Israël, lui verse aussi un tribut.
Les successeurs de Jéroboam II prennent leurs distances avec l'Assyrie, sans mesurer l'inégalité du rapport des forces. L'Assyrie, après s'être emparée de Damas et de la plaine côtière, envahit Israël, détruisant les cités de Hazor, de Dan et de Beth-Shéan. Les habitations de Megiddo sont incendiées, mais les deux palais et les écuries sont conservés pour faire de Megiddo un grand centre régional assyrien. Après un dernier complot israélite contre l'Assyrie, Salmanazar V lance une campagne de liquidation, Israël est démantelé, le cinquième de sa population est exilé à Babylone et des colons assyriens s'installent à leur place. En 722, quand Sargon II arrive au pouvoir, il ne reste plus rien du royaume du Nord. Dans le récit biblique, la disparition d'Israël est présentée comme la sanction divine des dépravations du pays.
Teglath-Phalasar III établit deux provinces assyriennes à la place du royaume d'Israël : Dū'ru (Dor) et Magidu (Megiddo). Les déplacements de population à grande échelle qu'il met en place dans ces provinces laissent une empreinte durable dans la situation géopolitique de la région. Ces déplacements de population font disparaitre les différences nationales au point qu'aucune entité politique ne se développe dans les zones conquises pendant les siècles suivants. Les grecs séleucides y imposeront leur contrôle sans risque militaire, contrairement à ce qui se passera avec Juda et la révolte hasmonéenne. Dans les hautes terres, quatre royaumes restent indépendants : Udūmu (Édom), Bīt Ammān (Ammon), Mā'ab (Moab). Ces royaumes sont trop petits et faibles pour être une cible de l'Assyrie, mais ils servent ses intérêts en prenant part au commerce avec l'Arabie.
La conquête assyrienne conduit à un déclin de la vie urbaine en Israël. Seules les capitales provinciales (Megiddo, Dor et Samarie) sont fortifiées. La population vit essentiellement dans des fermes et des villages. Le sud d'Israël, entre Sichem et Bethel, est plus touché que le nord par les déplacements de populations. Dans cette zone, la surface bâtie diminue de 170 hectares à 45 hectares, ce qui traduit un déclin démographique de 34 000 habitants à 9 000 habitants. Les noms babyloniens retrouvés sur des tablettes cunéiformes à Gezer et Tel Hadid indiquent que des populations mésopotamiennes sont installées dans le sud de l'ancien royaume d'Israël, peut-être pour s'interposer entre les Israélites du nord et le royaume de Juda.

### La transformation de Juda
Les Assyriens établissent des forteresses et des centres administratifs dans le sud de Juda pour sécuriser les voies commerciales. Des centres sont établis à Ein Hazeva au sud de la mer Morte, à Buseira, la capitale d'Edom, à Etzion Geber sur la mer Rouge et à Tel Gamma sur la route vers le port de Gaza. Juda est intégré au commerce régional. Des centres de productions d'huile pour l'exportation sont établis à Tel Bet Mirsim et à Bet Shemesh comme en témoignent les pressoirs à huile qui y ont été dégagés.
Ce chapitre montre que : 
« C'est précisément la chute d'Israël qui va permettre à Juda de se transformer en un État pleinement constitué, doté d'un clergé professionnel et de scribes instruits, seuls capables d'entreprendre une telle tâche. »
La population de Juda grossit considérablement. Toujours selon les auteurs, l'archéologue israélien Magen Broshi montre, par des fouilles effectuées ces dernières décennies, que Jérusalem connaît une explosion démographique, débordant l'ancienne corniche de la Cité de David (6 hectares) pour couvrir la colline occidentale dans sa totalité (75 hectares), ceinturée par un impressionnant rempart. La croissance se lit par la position des tombes et leur datation : comme on enterrait les morts à l'extérieur de la ville, les tombes en dessinent le contour. Des fermes s'installent partout dans l'arrière pays, Lakish devient un centre administratif majeur protégé par une muraille formidable, la vallée de Beer Sheva connaît la même expansion et la population de Juda passe de 10 000 à 120 000 habitants. La production d'huile d'olive et de vin atteint d'un coup un stade industriel, des inscriptions apparaissent, ainsi que de nombreux ostraca administratifs. L'accroissement démographique profite de l'afflux massif de réfugiés venus du défunt royaume du Nord, et l'économie d'un fructueux commerce avec l'Empire assyrien.
De cette période date ce que les archéologues supposent être un palais ou un centre administratif à Ramat Rachel, dans la périphérie de Jérusalem.
Dans le même temps, sous Ézéchias, une école de pensée religieuse se développe et entreprend de faire disparaître, au profit du seul culte de YHWH, les divers cultes des campagnes (Baal, cultes de fertilité, cultes des ancêtres).

### Juda entre guerre et survie (-705 à -639)

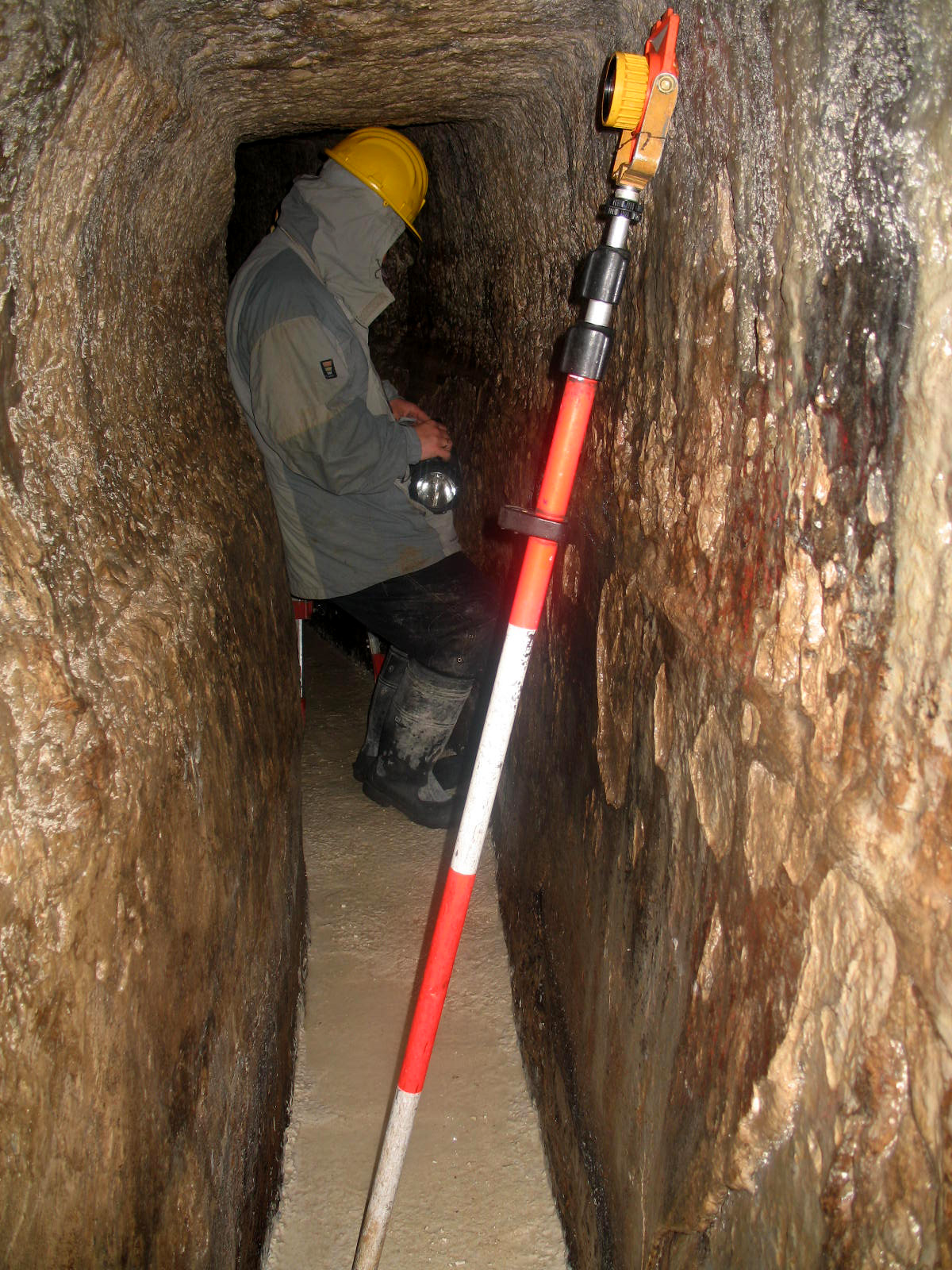
Tunnel d'Ézéchias

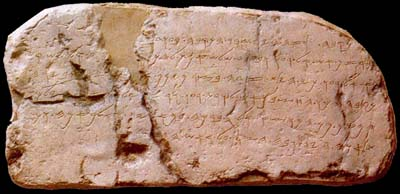
Inscription du tunnel d'Ézéchias

À la fin du VIIIe siècle av. J.-C., Juda profite des révoltes au sein de l'empire assyrien pour essayer de se libérer des Assyriens avec l'aide de l'Égypte. Des révoltes ont en effet éclaté en Babylonie, en Phénicie et sur la côte philistine. Avec la mort de Sargon II (-705), Ézéchias pense pouvoir s'affranchir, avec l'appui de l'Égypte, de la tutelle de l'Assyrie. C'est une erreur dans l'évaluation du rapport de force, car Sennachérib, parvenu au pouvoir (-701), lève une gigantesque armée.
Ézéchias, afin de préparer Jérusalem à un siège, fait percer un tunnel de 512 mètres pour amener, par une dénivellation de 30 centimètres, l'eau de la source de Gihon dans une citerne située à l'intérieur des remparts de la ville. Il y est fait allusion dans la Bible (2 R 20,20). La réalisation représente un tour de force technologique car le tunnel, de forme en S très marquée, a été percé par les deux bouts. Une plaque commémorative est gravée à l'endroit où les deux équipes se sont rejointes. Il travaille également à l'organisation administrative du royaume comme en témoignent les sceaux LMLK.
Sennachérib assiège la principale forteresse de Juda, Lakish, s'en empare et la détruit complètement. Il dévaste la région afin de détruire ses capacités économiques. Il illustre sa victoire, à Ninive, sur un bas-relief de 20 m de long et 3 m de haut, dans lequel la topographie est décrite avec exactitude (). David Ussishkin, lors de fouilles menées en 1970, a retrouvé la rampe d'attaque assyrienne et la contre-rampe de défense. Le prisme de Sennachérib mentionne le roi judéen Ezechias et l'humiliation qu'il lui inflige au cours du siège de Jérusalem (701 av. J.-C.). Ézéchias se soumet, paie un lourd tribut à l'Assyrie, qui épargne Jérusalem, mais de nombreux Judéens sont déportés en Assyrie et les meilleures terres céréalières de l'ouest, une partie de la Shefelah, sont données par Sennachérib aux cités-État philistines. Juda se retrouve amputée de ses terres agricoles.

## VIIesiècleav. J.-C.

### Le règne de Manassé
C'est au roi Manassé, le successeur d'Ézéchias, que revient la tâche de relever le royaume de Juda. Pour compenser la perte de la Shéfélah, il développe l'exploitation des régions arides du nord du Néguev et du désert de Judée. On constate au VIIe siècle av. J.-C. un essor de la vallée de Beer Sheva sur les sites de Tel Masos, Horvat Uza, Horvat Radom, Tel Ira et Aroër. La forteresse d'Arad est reconstruite. Sous la rive occidentale de la mer Morte, de nouveaux sites apparaissent, dont Ein Guédi. Le fort de Lakish est reconstruit après sa destruction par Sennacherib. En -674, une inscription d'Assarhaddon note le tribut versé par Manassé (Prisme B).
Manassé restaure un Juda prospère, vassal soumis, qui sert de tampon à l'Assyrie contre l'Égypte. La vallée de Beer Sheva bénéficie de l'intensification de la production agricole et de sa participation au commerce arabe sous la domination de l'Assyrie. Édom et Beer Sheva jouissent alors d'une prospérité économique qui s'accompagne d'une expansion démographique. La superficie bâtie dans la région de Beer Sheva, donc la population, est multipliée par 10 entre -800 et -700. Le Juda est intégré au système d'échange économique de l'Assyrie et pratique aussi le commerce des produits de luxe et de l'encens avec l'Arabie, exportant dans ce pays l'huile d'olive. Trois ostraca en arabe méridional gravés sur des vases typiquement judéens ont été trouvés dans la Cité de David, prouvant qu'une population arabe s'est installée. Les grandes voies de communication relient la Shefelah occidentale, centre de production d'huile d'olive le plus important de tout l'antique Proche-Orient (les olives provenaient des collines des hautes terres), à l'Assyrie, à la Phénicie, à l'Égypte et à l'Arabie, via Gaza, que l'Assyrie considère comme son poste de douane sur les pistes du désert. Sur un site proche de Gaza ont été retrouvés de nombreux ossements de chameaux et de dromadaires, tous adultes, servant, selon l'archéo-zoologue Paula Wapnich, aux transports des caravaniers au VIIe siècle av. J.-C.
Selon Finkelstein et Silbermann, la Bible dresse d'Ézéchias un portrait flatteur. Elle reste discrète sur son erreur, mais le loue d'avoir sauvé Jérusalem. Elle est très critique envers Manassé, accusé de rétablir toutes les abominations du passé. C'est Josias, le roi le plus pieux de l'histoire de Juda selon la Bible, qui va arriver au pouvoir.

### Le retrait de l'Assyrie
En Égypte, Psammétique Ier établit sa capitale à Saïs dans le delta. Profitant de la désintégration rapide de l'empire assyrien, il se libère de la tutelle assyrienne et annexe le littoral méditerranéen. En -656, il rétablit son contrôle sur la quasi-totalité des territoires du Levant, jusqu'à la Phénicie. Il contrôle ainsi les richesses agricoles et la voie de communication passant par Megiddo qui s'enfonce dans les terres vers la Syrie et la Mésopotamie. Le retrait assyrien permet à Juda de se développer vers le nord et d'essayer de reprendre le contrôle de la Shéfélah. Au VIIe siècle av. J.-C., le sanctuaire israélite de Bethel est annexé au royaume de Juda. L'effondrement de l'Assyrie laisse le champ libre à Juda qui cherche à centraliser le culte à Jérusalem et d'établir un grand État panisraélite.

### La grande réforme de Josias (-640 à -609)
Josias a 8 ans quand il arrive sur le trône en -639. Le mouvement religieux qui va donner le Deutéronome a débuté sous Ézéchias. C'est le contexte politique, favorable, qui va lui permettre de prendre toute son ampleur.
Selon Finkelstein et Silberman : 
«  Alors, pour débarrasser le culte de YHWH des scories qui l'encombraient, Josias initie la réforme la plus radicale et la plus puritaine de l'histoire de Juda. Il s'en prend en premier aux rites idolâtres pratiqués à l'intérieur même du Temple de Jérusalem 2R 23:4-7… Il démolit les sanctuaires qui étaient dédiés aux culte étrangers… Il met également fin aux cultes rendus par les prêtres ruraux… Il institue les grandes fêtes religieuses nationales… »
Selon la Bible, on retrouva alors le livre de la Loi, celui que Dieu avait remis à Moïse dans le Sinaï, et ce livre servit de modèle à la rédaction du Deutéronome et à tout ce que Josias promulgue, à Jérusalem, en -622.
Le projet politique du grand combat panisraélite fut préparé par la rédaction de l'histoire deutéronomique et d'une partie du Pentateuque, combinant les variantes régionales des récits des Patriarches Abraham, Isaac et Jacob, soulignant la domination de Juda sur Israël, situant le récit de la conquête de Canaan dans des lieux précis, frappant d'exclusion les Cananéens, c'est-à-dire les habitants non Israélites, et prohibant strictement le mariage des Israélites avec les femmes étrangères, de peur, selon le texte biblique, qu'elles n'induisent leurs époux à l'idolâtrie.
Les deux auteurs ajoutent : 
« On ignore si quelque version antérieure de l'histoire d'Israël avait été composée à l'époque d'Ézéchias, ou par des factions dissidentes, sous le long règne de Manassé, ou si l'ensemble de l'épopée fut entièrement composée durant le règne de Josias. Cependant, il est clair que de nombreux personnages décrits par l'histoire deutéronomique—tels que les très pieux Josué, David et Ézéchias, et les apostats Achaz et Manassé— sont présentés comme des miroirs, en positif ou en négatif, de Josias. De ce point de vue, l'histoire deutéronomique n'a rien d'historique, dans le sens moderne du terme. Sa composition répondait à un double besoin, idéologique et théologique. »
À propos de l'histoire deutéronomique, Finkelstein et Silberman, accusés de tout ramener à Josias, précisent dans leur second ouvrage :
« Issue d'un montage réalisé à partir de diverses sources antérieures, elle ne résulte pas d'une œuvre originale, rédigée par un individu ou un groupe d'auteurs vivant à la même époque. »
Toujours selon La Bible dévoilée, le Livre du Deutéronome contient aussi des codes éthiques et des clauses en faveur du bien-être social. « Ses lois expriment un souci nouveau en faveur des faibles et des indigents. » La réclamation d'un travailleur à l'officier qui l'emploie a été retrouvée sur un ostracon, dans une forteresse datée peu avant -600, preuve que la réforme est effectivement mise en pratique. L'archéologie montre aussi que les symboles d'autres cultes que portaient les sceaux officiels disparaissent à la même date, à la fin du VIIe siècle. Les ostraca indiquent, sous Josias, la généralisation de l'alphabétisation, certainement favorisée par les écrits et les prêches .

### La domination égyptienne
Psammétique Ier, sentant les intérêts égyptiens en Asie menacés par la pression de Babylone, vole au secours de Ninive en -616, mais la capitale assyrienne tombe en -612. Nékao II, le successeur de Psammétique Ier, décide de faire campagne contre le nord et s'empare de Megiddo. Selon le livre des Rois, Josias est exécuté à Megiddo sur ordre du pharaon. Le livre des Rois n'en donne pas la raison et cette exécution n'est pas confirmée par des éléments extérieurs à la Bible. Les circonstances exactes de sa mort ne sont pas établies, ni la raison précise de l'attaque égyptienne. Plus tardivement, les Chroniques attribuera sa mort à une bataille, la bataille de Megiddo (609 av. J.-C.).
Selon les auteurs, les ambitions deutéronomiques sont anéanties. La Bible donne un récit très précis des luttes d'influences qui se déroulent ensuite, impliquant l'Égypte et Babylone, récit confirmé par des sources historiques extérieures. La présence de Nékao II à Megiddo indique que l'Égypte s'est imposée au royaume de Juda dans le vide qui a suivi la chute de l'empire assyrien. L'Égypte ne parvient cependant pas à prendre durablement le contrôle de la région. La Syrie est conquise par les Néo-Babyloniens dès -605 et le reste du Levant en -603.
Nabuchodonosor II, après avoir écrasé l'armée égyptienne à Karkemish en Syrie en -605, marche sur Jérusalem et s'en empare en -587. Les campagnes sont pillées, Arad et Lakish tombent, Jérusalem est incendiée () et détruite systématiquement (). Le Temple est détruit, la population est emmenée captive à Babylone.

## VIesiècleav. J.-C.
Les Néo-Babyloniens apportent des destructions importantes au royaume de Juda et aux royaumes de Transjordanie. La province dévastée se trouve diminuée.  Jérusalem est systématiquement détruite. L'objectif de Babylone est de créer une zone tampon entre l'Égypte et la Babylonie. La population rurale survit, mais à une échelle plus petite. Babylone ne fait rien pour développer économiquement la région ni pour protéger les villages des zones périphériques. Les babyloniens se concentrent sur la reconstruction des zones  babyloniennes détruites par l'Assyrie. La déportation de l'élite judéenne est utilisée pour développer ces zones. Ce ne sont pas seulement les Judéens qui sont déportés mais aussi les Philistins. L'effondrement du système central a pour conséquence l'infiltration de groupes semi-nomades dans le sud de la Judée et la formation de la province d'Idumée à l'époque perse.
Selon Finkelstein et Silbermann, au sujet de l'exil, il convient de distinguer les informations concernant les exilés de celles relatives à la vie de ceux qui sont restés.
Avant l'invasion des Babyloniens (les Chaldéens dans la Bible), la population totale de Juda est estimée à 75 000, dont 15 000 à Jérusalem et 15 000 sur les terres agricoles autour de la capitale. À partir des sources bibliques, il semble raisonnable de penser que le total des exilés n'excédait pas 15 000 à 20 000. Trois Judéens sur quatre, environ, sont donc restés au pays. À Jérusalem, une activité reprend sur le promontoire de la Cité de David, mais la colline occidentale, entièrement brûlée, n'est pas réoccupée. L'occupation continue cependant au sud et au nord, en particulier à Mitzpah en Benjamin (13 km au nord de la ville, près de la ville actuelle de Ramallah). Oded Lipschits, de l'Université de Tel-Aviv, a montré par des fouilles que Mitzpah n'avait pas été détruite et était devenue le centre régional le plus important au VIe siècle. Le second livre des Rois situe d'ailleurs le siège du gouvernement de Guedalia (en) à Mitzpah. Une activité persiste aussi à Béthel et Gabaôn, ainsi que vers Bethléem.

## Période perse (fin duVIesiècleav. J.-C.-IVesiècleav. J.-C.)
Babylone est conquise par Cyrus le Grand en -539. La satrapie perse Au-delà du fleuve (à l'ouest de l'Euphrate) comporte, selon l'historien Hérodote, la Palestine, la Syrie, la Phénicie et Chypre. 
Juda devient Yehoud Medinata, province de Judée, nom araméen de la province au sein de l'Empire perse achéménide, et les Judéens deviendent les Yehoudim, les Juifs. Juda reste une province de l'empire perse jusqu'en -332.
Cambyse II succède à Cyrus. En intégrant l'Égypte à son empire, il fait de Yehoud et de la plaine côtière une importante zone frontalière. Sa mort en -522 est suivie d'une période de troubles jusqu'à ce que Darius Ier s'empare du trône vers -521. Darius introduit une réforme administrative de l'empire incluant la collecte et la codification des codes de lois oraux. il est possible que cette politique soit à l'origine de la rédaction de la Torah juive. Après -404, les Perses perdent le contrôle de l'Égypte qui devient un des principaux ennemis de la Perse, conduisant le pouvoir perse à resserrer son contrôle vers la province de Judée et sur le reste de la Palestine. L'Égypte est finalement brièvement reconquise avant de tomber aux mains d'Alexandre le Grand, inaugurant la période hellénistique au Levant.
La population de Juda pendant cette période n'excède probablement jamais 30 000 personnes, et celle de Jérusalem pas plus de 1 500 personnes, la plupart attachées aux services du Temple. L'estimation faite à partir des sources Esdras 2 et Jérémie 7, environ 50 000 personnes de retour, est manifestement très exagérée car l'archéologie conduit à estimer à 30 000 habitants la population totale de Yehoud en -500 et -400, sur un territoire bien plus petit que celui de Juda avant l'invasion babylonienne. La province perse de Yehoud est notamment amputée d'Hébron, de Beer Sheva et d'une grande partie de la Shefelah. L'étendue de Yehoud est confirmée, par l'archéologie, à partir de la cartographie de plusieurs centaines de sceaux et poteries de la période perse comportant en araméen le mot Yehoud).
Selon la tradition biblique, l’un des premiers actes de Cyrus après sa conquête de Babylone est de laisser les exilés juifs rentrer à Jérusalem et reconstruire le Temple, une tâche terminée vers -515. Cependant, il est probable que ce n'est pas avant le milieu du Ve siècle que Jérusalem redevient la capitale de la Judée. Les Perses ont peut-être d'abord voulu faire de la Judée un royaume client dirigé par un roi de la lignée davidique descendant de Joachin, mais au milieu du Ve siècle, Yehoud est devenue une théocratie dirigée par des grands-prêtres héréditaires et par un gouverneur souvent d'origine juive nommé par les Perses, responsable de l'ordre et assurant le paiement du tribut.
Selon la tradition biblique, Esdras et Néhémie arrivent à Jérusalem au milieu du Ve siècle, le premier pour assurer la direction spirituelle des Juifs de Judée et renforcer la pratique de la Torah tandis que le second, nommé gouverneur par les Perses, assure l’autorité temporelle et entreprend de restaurer les murs de la ville. La Bible mentionne la tension entre les exilés de retour et les Judéens restés en Judée, les premiers repoussant la participation des seconds à la reconstruction du Temple. Cette attitude est en partie basée sur les nouvelles conceptions religieuses développées pendant l'exil à Babylone et probablement en partie à cause de disputes sur des questions de propriété. D'autres tensions entre l'aristocratie judéenne et le parti représenté par Néhémie sont perceptibles, comme c'est le cas dans l'histoire de Tobias, le serviteur ammonite, c'est-à-dire le gouverneur d'une province en Transjordanie, qui se voit retirer ses privilèges au sein du Temple. L'activité d'Esdras et de Néhémie est une tentative de l'une des factions juives de Babylonie de créer une société séparée, rituellement pure et inspirée par les prophéties d’Ézéchiel.

### Et aussi
- Ancien Testament
- Hypothèse documentaire